# Leptagrion andromache
Leptagrion andromache – gatunek ważki z rodziny łątkowatych (Coenagrionidae). Występuje na terenie Ameryki Południowej – w południowej i południowo-wschodniej Brazylii oraz skrajnie północno-wschodniej Argentynie (prowincja Misiones).